# Brachyvalva inoffensa
Brachyvalva inoffensa är en fjärilsart som beskrevs av Diakonoff 1960. Brachyvalva inoffensa ingår i släktet Brachyvalva och familjen vecklare. Inga underarter finns listade i Catalogue of Life.